# Pall Oddsson
Pall Oddsson, död 1674, var en islänning som blev avrättad för trolldom. 
Mellan 1604 och 1720 förekom 120 häxprocesser på Island, med 22 avrättningar mellan 1625 och 1683, de flesta i Västfjordarna.
Pall Oddsson var från Anastadakot på Vatnsnes. När hustrun till pastor Torvardur Olafsson på Breidabolstadur blev sjuk anklagade Olafsson Oddsson för att ha orsakat sjukdomen med hjälp av galder-runor på trätavlor, vilka hade återfunnits. Fallet lades fram vid alltinget, men Pall var förhindrad att närvara. Guvernör Torleifur Kortsson lät fängsla Pall hos ämbetsman Gudbrandur Arngrimsson i Vatnsdalur. Arngrimsson ska ha sett till att fallet drevs vidare snabbt därför att Pall var hans frus älskare. Fler anklagelser lades fram mot Pall, som fick möjlighet att svära sig fri med tolv edsvittnen. Fem av dem drog tillbaka sitt löfte att svära eden, men Pall bekände aldrig. Ett vittne hävdade att han hade sett Pall rista runor. Pall Oddsson brändes på bål i Tingvellir. 
Han avrättades samtidigt som Bodvar Torsteinsson från Gufuskalar, som hade bekänt sig skyldig till att ha trollat dålig fiskelycka till dekanus Bjorn Snaebjornsson. 